# PaRTiKle
PaRTiKle és un sistema operatiu de temps real per a sistemes encastats desenvolupat al Grup d'Informàtica Industrial de la Universitat Politècnica de València. PaRTiKle ha estat desenvolupat dins el projecte OCERA que persegueix disposar d'una biblioteca de components de programari lliure per a sistemes de temps real. El nucli proporciona serveis d'arbitratge de tasques, sincronització, temporització i primitives de comunicació. Gestiona recursos de maquinari com ara interrupcions, excepcions, memòria, temporitzadors... PaRTiKle va ésser dissenyat per ésser compatible amb POSIX, la seva API nadiua és "POSIX threads (fils d'execució) del llenguatge C", però també proporciona serveis a C++, Ada i Java. A més de la compatibilitat amb POSIX també dona servei a les extensions no compatibles específiques de RTLinux. Per tant, admet les aplicacions realitzades per a RTLinux.

## Comunicació entre processos
XM-FIFOés una cua de dades FIFO amb missatges de mida fixa, lliure d'esperes i bloquejos (wait-free i lock-free).
XM-SHMmemòria accessible des de múltiples processos.